# هوندا آکورد (نسل هشتم آمریکای شمالی)
هوندا آکورد (نسل هشتم آمریکای شمالی) (Honda Accord (North America eighth generation)) خودرویی است که از سال ۲۰۰۸–تاکنون در ایالات متحده آمریکا، آیوتایا، تایلند، تایوان (جزیره)، گوانگ‌ژو، جمهوری خلق چین و هند تولید شده‌است. طراحی آن موتور جلو، خودرو محور جلو و خودرو چهار چرخ محرک بوده‌است. سیستم جعبه‌دندهٔ آن ۶ دنده به دو صورت خودکار و دستی است.
هوندا آکورد عرضه شده در بازار آمریکای شمالی نسبت به همتای خود در ژاپن از بدنه‌ای متفاوت بهره‌مند بود. آکورد با این چهره با نام هوندا اینسپایر در ژاپن به فروش می‌رسید، اما در بازار اروپا عرضه نشد. تولید این مدل در ژاپن در سال ۲۰۱۲ متوقف شد. به دلیل بهره‌مندی از اندازه‌های بزرگتر نسبت به نسل قبلی، این نسل در کلاس خودروهای اندازه بزرگ قرار گرفت. دو مدل کوپه و کراستور فست‌بک نیز برای مدل سال ۲۰۱۰ به بازار ایالات متحده معرفی شدند. برای مدل‌های سدان ال‌ایکس و اس‌ئی یک موتور ۴ سیلند ۲٫۴ لیتری با قدرت ۱۷۷ اسب بخار (۱۳۲ کیلووات) و گشتاور ۲۱۸ نیوتن متر (۱۶۱ پوند نیرو-فوت)، و برای مدل‌های کوپه و سدان ئی‌ایکس، ئی‌ایکس-آی و ال‌ایکس-اس با قدرت ۱۹۰ اسب بخار (۱۴۲ کیلووات) و گشتاور ۲۲۰ نیوتن متر (۱۶۲ پوند نیرو-فوت) در نظر گرفته شده‌بود. همچنین یک پیشرانهٔ ۳٫۵ لیتری وی۶ با قدرت ۲۷۲ اسب بخار (۲۰۳ کیلووات) و گشتاور ۳۴۴ نیوتن متر (۲۵۴ پوند نیرو-فوت) نیز فقط برای مدل کوپه ارائه شد.
در بازارهای استرالیا، نیوزلند، سریلانکا، هند، تایلند، اندونزی و سنگاپور، این خودرو که در تایلند تولید می‌شد، در دو گونهٔ فرمان راست و چپ قابل خریداری بود و خودروهای عرضه شده در بازار مالزی و تایوان نیز در داخل این دو کشور تولید می‌شدند و مدل‌های موجود در بازار کشور هنگ کنگ نیز در ژاپن تولید شده و با نام آکورد در هنگ کنگ به فروش می‌رسیدند. در عین حال شرکت گوانگ‌چی هوندا (شعبهٔ هوندا در کشور چین) این خودرو را جهت فروش در بازار چین با موتورهای ۲٫۰ لیتری، ۲٫۴ لیتری و ۳٫۵ لیتری تولید می‌کرد و در سال ۲۰۱۰ نیز تولید مدل آکورد کراس‌تور را آغاز کرد.
در کشور مالزی، نام نسل هشتم آکورد از دسامبر ۲۰۱۳ به پروتون پردانا تغییر یافت و مورد استفادهٔ مقامات دولتی قرار گرفت.

## نگارخانه

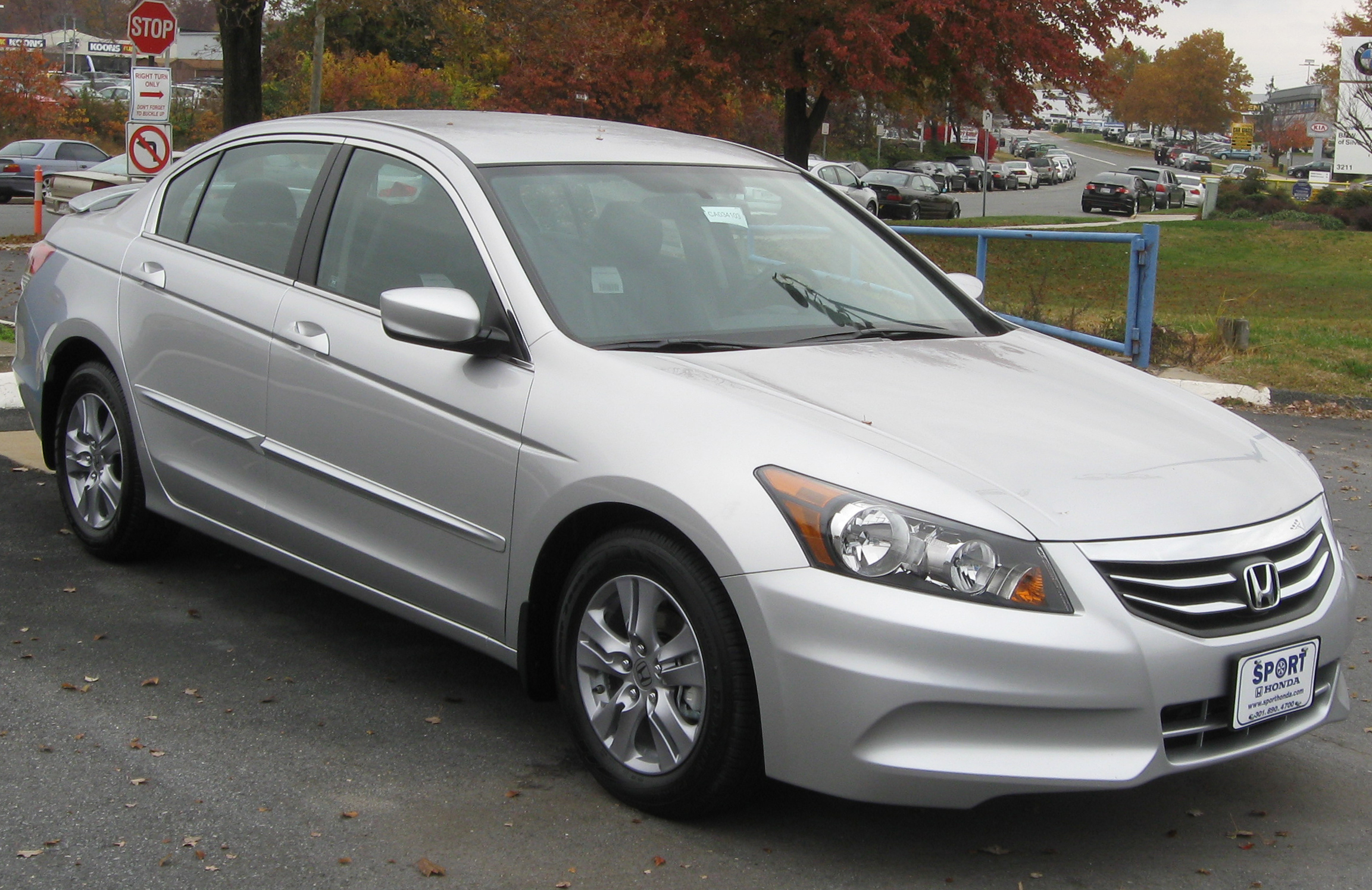
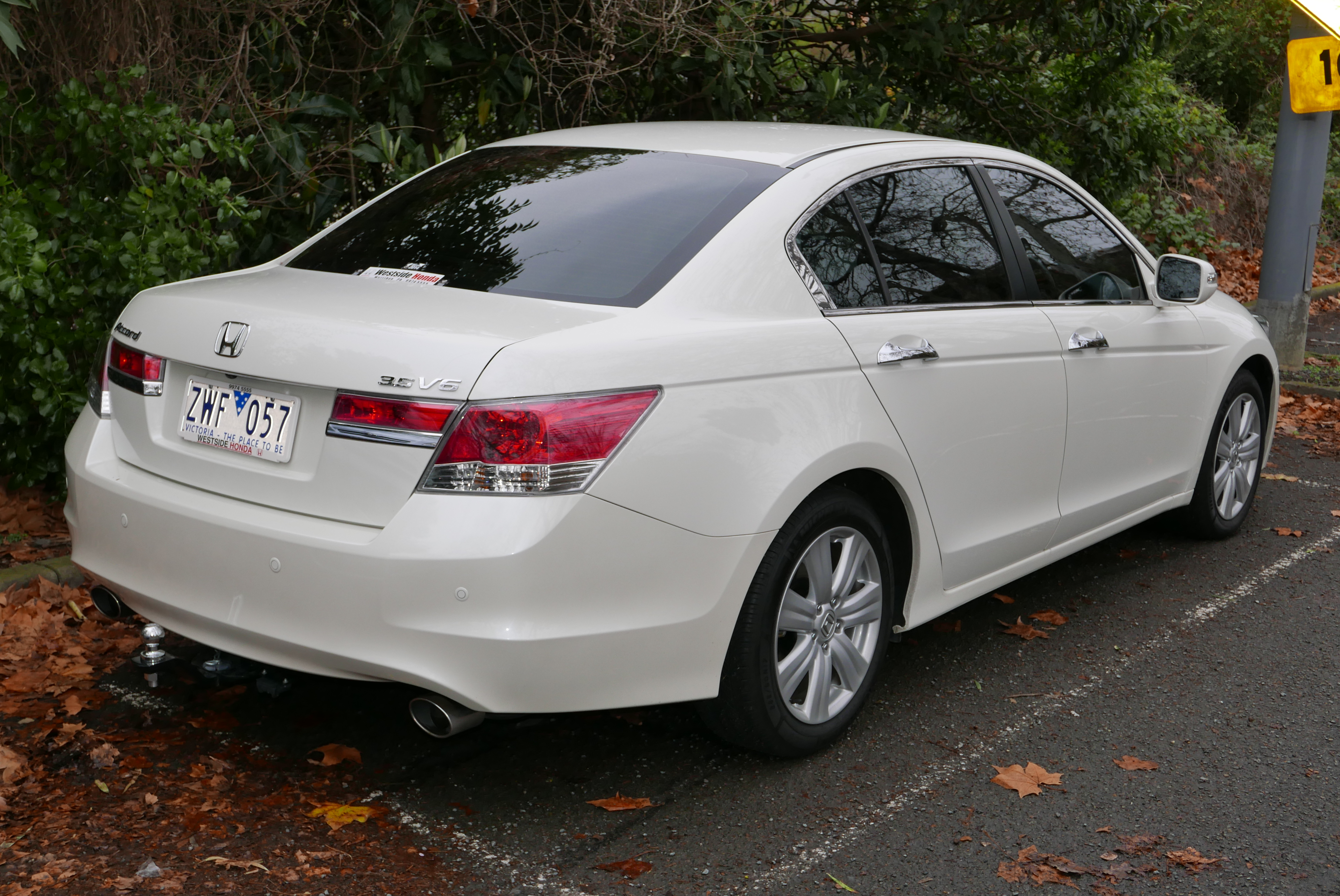
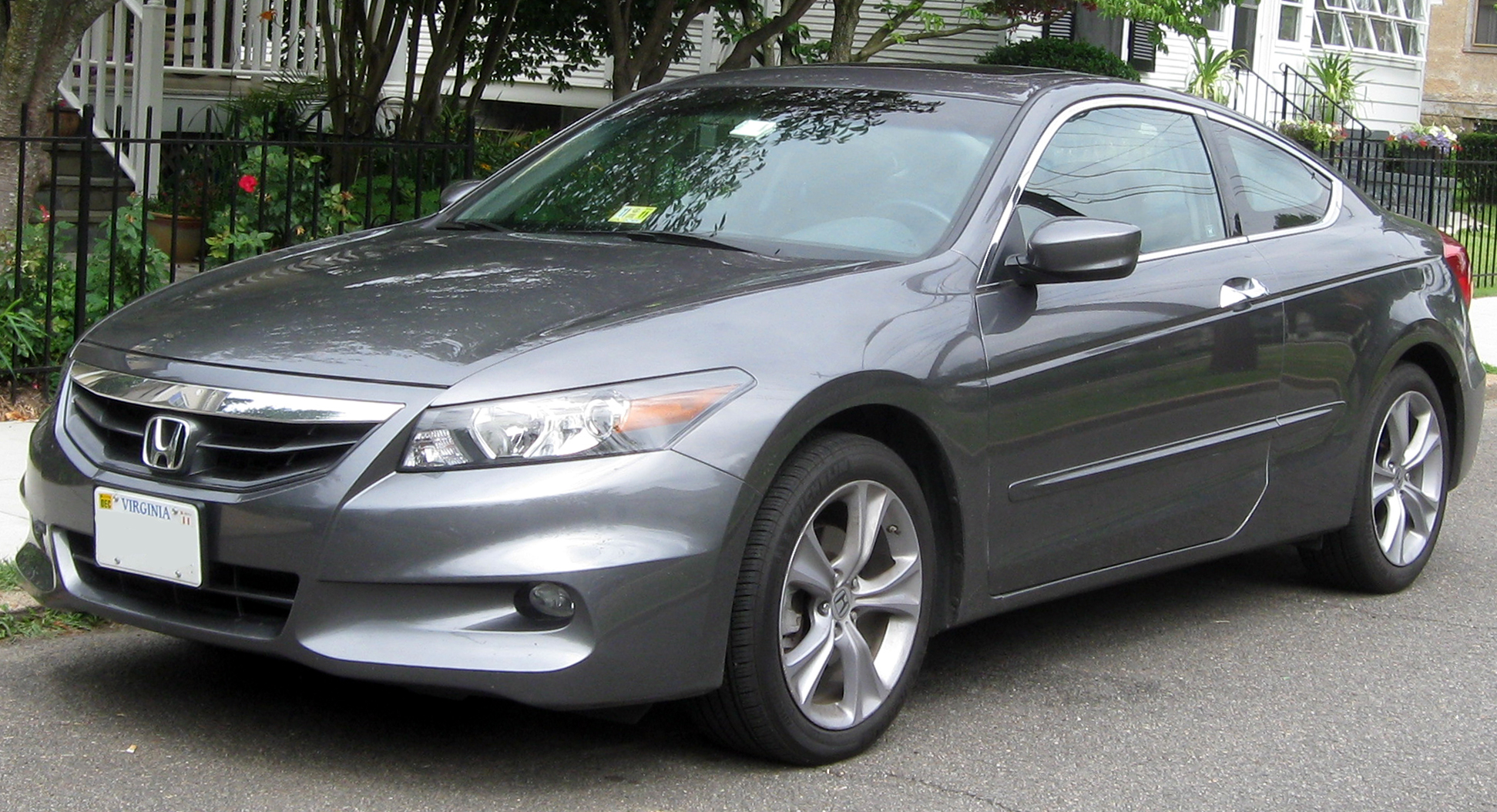
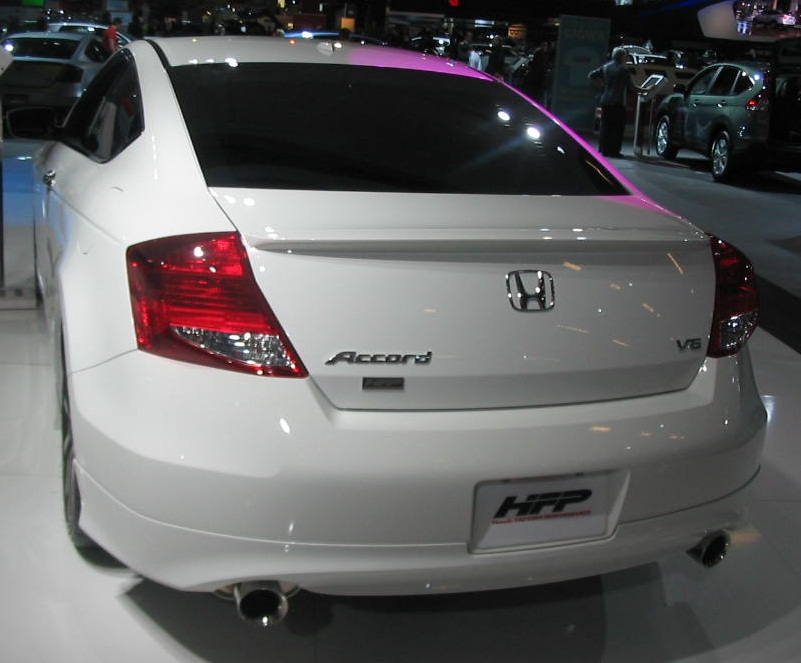